# Massacro di Katyn'
Il massacro di Katyn' (in russo Катыньский расстрел?, Katyn'skij rasstrel; in polacco Zbrodnia katyńska), o massacro della foresta di Katyn', fu l'esecuzione sommaria di circa 22 000 tra ufficiali, politici, giornalisti, professori e industriali polacchi (la cosiddetta Intelligencija) da parte dell'Unione sovietica (in particolare, dal Commissariato del popolo per gli affari interni, NKVD), avvenuta nel 1940 nei pressi della foresta di Katyn', vicino al villaggio di Gnëzdovo, a circa 20 km a ovest della città di Smolensk.
Il massacro, avvenuto tra l'aprile e il maggio del 1940, si riferiva inizialmente al massacro dei soli ufficiali polacchi detenuti nel campo di prigionia di Kozel'sk, ai quali successivamente vennero inclusi i prigionieri di guerra dei campi di Kozel'sk, Starobil'sk e Ostaškov e i detenuti delle prigioni della Bielorussia e Ucraina occidentali, fatti uccidere su ordine di Iosif Stalin nella foresta di Katyn' e nelle prigioni di Kalinin, Kharkiv e di altre città sovietiche.
La scoperta del massacro, avvenuta mentre Katyn' era occupata dalle forze armate tedesche dopo l'Operazione Barbarossa, fu annunciata il 13 aprile 1943 da Radio Berlino, che ne attribuì la responsabilità ai sovietici, mentre in seguito i tedeschi furono accusati di aver compiuto la strage dal pubblico ministero Roman Rudenko durante lo svolgimento del processo di Norimberga, sebbene la responsabilità fosse in realtà dei sovietici. Stalin, per ritorsione, decise la rottura delle relazioni diplomatiche con il governo polacco in esilio a Londra. Anche dopo la sua morte, l'URSS negò le accuse, forte delle confessioni tedesche rese a Norimberga, fino al 1990, quando riconobbe l'NKVD come responsabile del massacro e della sua copertura.

## Antefatto
Molti polacchi, soldati, ufficiali e civili, erano stati fatti prigionieri a seguito dell'invasione, sconfitta e spartizione della Polonia da parte di tedeschi e sovietici nel settembre 1939. Furono internati in diversi campi di detenzione, tra cui Ostaškov, Kozel'sk e Starobil's'k. Kozel'sk e Starobil'sk furono usati principalmente per gli ufficiali, mentre ad Ostaškov v'erano guide, gendarmi, poliziotti e secondini. Solo 8.000 dei circa 15.000 prigionieri di guerra di questi campi erano ufficiali.
L'intenzione di procedere a un massacro rispondeva alla precisa logica di indebolimento della Polonia appena asservita. Poiché il sistema di coscrizione polacco prevedeva che ogni laureato divenisse un ufficiale della riserva, col massacro si volle eliminare una parte cospicua della classe dirigente nazionale, nel quadro di una spartizione della Polonia tra Germania nazista ed URSS, due potenze dai sistemi culturali, politici, economici e ideologici antitetici che, per circa 2 anni e fino al giugno 1941, furono vincolate dal Patto Molotov-Ribbentrop, che stabiliva la non aggressione reciproca e la spartizione della Polonia e dei Paesi baltici.
Il 5 marzo 1940, secondo un'informativa preparata da Lavrentij Berija (capo della polizia segreta sovietica) direttamente per Stalin, alcuni membri del politburo dei Soviet – Stalin, Molotov, Vorošilov, Mikojan e lo stesso Berija – firmarono l'ordine d'esecuzione degli attivisti "nazionalisti e controrivoluzionari" detenuti nei campi e nelle prigioni delle parti occupate di Ucraina e Bielorussia.

## I preparativi sovietici

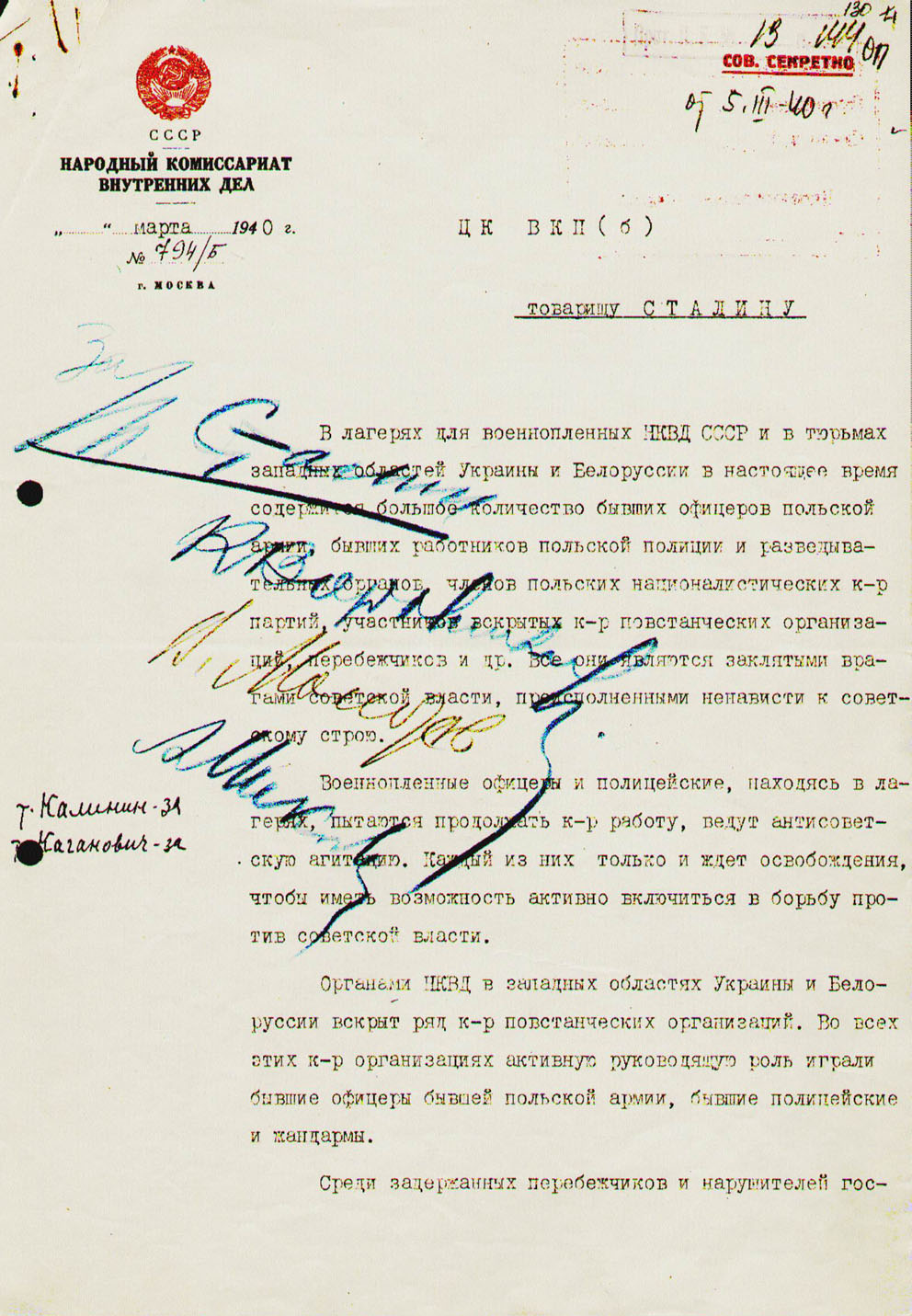
Il documento nel quale Berija suggerisce a Stalin l'esecuzione degli ufficiali polacchi.

Appena due giorni dopo l'invasione della Polonia, il 19 settembre 1939, il Commissario di Primo Grado della Sicurezza di Stato (il Ministro per gli Affari Interni), Berija, riunì il Consiglio dell'NKVD per i prigionieri di guerra e gli internati (presieduto dal Capitano della Sicurezza dello Stato, Pëtr K. Soprunenko), ordinando l'apertura dei campi di detenzione per i prigionieri polacchi: Juchnov (stazione ferroviaria di Babynino), Juže (Taliсy), Kozel'sk, Kozelščina, Oranki, Ostaškov (Isola Stolbnyj, sul Lago Seliger, vicino a Ostaškov), Putivl' (stazione ferroviaria di Tëtkino), Starobil's'k, Vologda (stazione ferroviaria di Zaenikevo) e Grjazovec.
Dal 3 aprile al 19 maggio 1940 circa 22.000 prigionieri di guerra furono assassinati: circa 6.000 provenivano dal campo di Ostaškov, circa 4.000 da Starobel'sk, circa 4.500 da Kozel'sk e circa 7.000 dalle parti occidentali di Ucraina e Bielorussia. Solo 395 prigionieri si salvarono: furono portati al campo di Juchnov e quindi a Grjazovec.

## La dinamica del massacro
I prigionieri di Kozel'sk furono eliminati in un luogo prescelto apposta per le uccisioni di massa, sito nella contea di Smolensk: la foresta di Katyn', che diede poi il nome al massacro; quelli provenienti da Starobel'sk furono uccisi nella prigione dell'NKVD di Char'kov e i loro resti sepolti nei pressi di Pjatichatki; gli ufficiali di polizia di Ostashkov furono uccisi nella prigione dell'NKVD di Kalinin (Tver') e sepolti a Mednoe.
I trasporti si effettuarono solo dopo la compilazione di un dossier per ogni soldato: Bachko Kobulov elaborò la bozza di questi dossier, che dovevano essere esaminati dalla troika composta da lui stesso, Vsevolod Merkulov e Leonid Bashtakov. I campi dovevano rispedire i documenti compilati entro il 16 marzo. Su queste liste la troika avrebbe poi deciso la condanna dei prigionieri. Il trasferimento di prigionieri era sotto la supervisione del capo del Dipartimento centrale per i prigionieri di guerra (sotto l'NKVD): Soprunenko.
Informazioni dettagliate sulle esecuzioni di Kalinin furono fornite da Dmitrij S. Tokarev, ex capo del consiglio del distretto dell'NKVD di Kalinin: riferì che le uccisioni iniziarono la sera e finirono all'alba. Il primo trasporto, il 4 aprile, contava 390 persone e i carnefici ebbero difficoltà ad eseguire il loro compito in una sola notte. Il trasporto successivo non superava invece le 250 persone. I successivi trasporti comprendevano tra le 50 e le 250 persone, gli ultimi due tra le 25 e le 33 persone. Le esecuzioni furono eseguite con pistole Walther PPK, fornite da Mosca. L'utilizzo di armi e munizioni tedesche sarebbe servito poi per attribuire il massacro ai tedeschi.
Il metodo con cui eseguire le esecuzioni era stato studiato nel dettaglio. Si verificavano i dati anagrafici del condannato, che poi era ammanettato e portato in una cella isolata, dove veniva immediatamente ucciso con un colpo alla nuca. Il colpo di pistola era mascherato azionando macchine rumorose (probabilmente ventilatori). Il cadavere era quindi trasferito all'aperto passando da una porta posteriore e poi caricato su uno dei sei camion predisposti per il trasporto. Si passava quindi alla vittima seguente. La procedura fu ripetuta ogni notte, ad eccezione della festa del primo maggio. Nei pressi di Smolensk la procedura era diversa: i prigionieri erano portati direttamente alle fosse con le mani legate dietro la schiena e uccisi con un colpo di pistola alla nuca.

## La scoperta

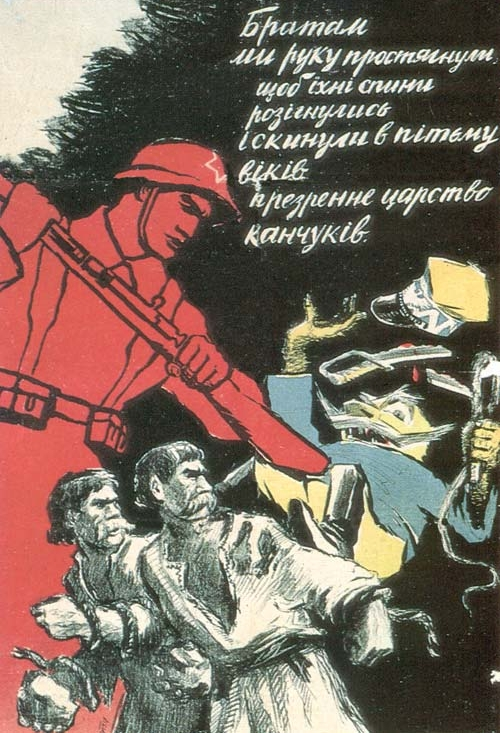
La propaganda sovietica mostra l'occupazione congiunta russo-tedesca della Polonia come liberazione dei contadini dal giogo degli aristocratici. Nel manifesto, in lingua ucraina, due contadini miserabili guardano un ufficiale polacco in divisa da parata colpito da un soldato dell'Armata rossa.

Poco dopo l'invasione tedesca dell'Unione Sovietica del giugno 1941, il governo polacco, in esilio a Londra, ed il governo sovietico conclusero un accordo anti Germania; fu costituito un Corpo d'Armata polacco in territorio sovietico per combattere i nazisti. Quando i generali Władysław Anders e Władysław Sikorski iniziarono ad organizzare l'armata, richiesero informazioni sugli ufficiali polacchi, che credevano internati in territorio sovietico. Anders e Sikorski incontrarono Stalin e gli chiesero espressamente che fine avessero fatto. Stalin fu evasivo, suggerendo che alcuni di loro potevano magari essere fuggiti in Manciuria.
Il vero destino dei prigionieri scomparsi rimase un mistero fino all'aprile del 1943, quando la Wehrmacht, su indicazione di alcuni abitanti del luogo, nella foresta nei pressi di Katyn' scoprì le fosse comuni di oltre 4.000 ufficiali polacchi. Joseph Goebbels, ministro della Propaganda del Terzo Reich, vi vide un eccellente strumento per inserire un cuneo tra Polonia, alleati occidentali ed Unione Sovietica. Il 13 aprile Radio Berlino annunciò il ritrovamento: «È stata trovata una grande fossa, lunga 28 metri e ampia 16, riempita con dodici strati di ufficiali polacchi, circa 3.000. Essi indossavano l'uniforme militare completa, e mentre molti di loro avevano le mani legate, tutti avevano ferite sulla parte posteriore del collo, causate da colpi di pistola. L'identificazione dei corpi non comporterà grandi difficoltà, grazie alle proprietà mummificanti del terreno e al fatto che i bolscevichi hanno lasciato sulle vittime i documenti di identità. È già stato accertato che tra gli uccisi c'è il generale Mieczysław Smorawiński, di Lublino.»
Gli Alleati sapevano già che i nazisti avevano trovato le fosse comuni, avendo captato le loro trasmissioni radio, decifrate nella base inglese di Bletchley Park. Il governo sovietico negò le accuse tedesche e sostenne che i polacchi, prigionieri di guerra, erano stati impiegati in opere di costruzione ad ovest di Smolensk e successivamente catturati e giustiziati da unità tedesche nell'agosto 1941. Sia le investigazioni tedesche sia quelle successive della Croce Rossa sui cadaveri di Katyń produssero prove evidenti che il massacro si era verificato all'inizio del 1940, in un periodo in cui l'area era ancora sotto i sovietici. Rimaneva, tuttavia, la faccenda dei proiettili tedeschi nei corpi dei polacchi. Goebbels appuntò nel suo diario che «Sfortunatamente, munizioni tedesche sono state trovate nelle fosse di Katyń. Dev'essere ancora chiarito in che modo vi sono giunte. O si tratta di munizioni vendute ai sovietici ai tempi della buona intesa [nazi-sovietica], oppure sono stati gli stessi sovietici a gettare lì le munizioni. In ogni caso, è essenziale che questa circostanza rimanga segretissima. Se essa dovesse venire a conoscenza del nemico, l'intero affare di Katyń verrebbe a cadere».
In seguito alla richiesta ufficiale di investigare sulle responsabilità del massacro, inviata alla Croce Rossa Internazionale dal Generale Władysław Sikorski, il 26 aprile 1943 Radio Mosca annunciò la decisione russa di rompere le relazioni diplomatiche con il governo polacco in esilio a Londra, accusandolo di collaborare con la Germania nazista e avviando una campagna per far riconoscere dagli Alleati occidentali il governo collaborazionista, da loro organizzato, in contrapposizione a quello dei cosiddetti "Polacchi di Londra", guidato da Wanda Wasilewska.

## Commissione internazionale d'inchiesta e intimidazioni
Su iniziativa della Germania nazista si costituì, a fine aprile 1943, una commissione internazionale sotto il patrocinio della Croce Rossa Internazionale, formata da dodici esperti di altrettanti Paesi, tutti cattedratici universitari, guidata dallo svizzero Naville e della quale faceva parte anche l'italiano Vincenzo Mario Palmieri, ordinario di Medicina legale e delle assicurazioni all'Università di Napoli.
Il verdetto unanime di questa commissione, basato sull'esame dei cadaveri e dei fori d'entrata e uscita delle pallottole, dell'abbigliamento invernale, dei documenti trovati loro indosso, tutti attestanti date non successive al marzo 1940, della dendrocronologia degli alberi della foresta circostante, rivelanti un'età non superiore ai tre anni, ma non inferiore ai due (quindi non compatibile con la data rivendicata poi dai Sovietici della tarda estate 1941), attribuì il massacro all'Armata Rossa. I Sovietici non accettarono tale verdetto, che ritennero influenzato dalla propaganda nazista.
Alcuni membri della Commissione furono uccisi, altri intimiditi e costretti a ritirare le loro perizie. Il professor Palmieri, dopo la caduta del fascismo, dal 1943 al 1948 fu fatto segno di una campagna denigratoria insistente, condotta da Mario Alicata ed Eugenio Reale, dirigenti napoletani del Partito Comunista Italiano, che lo additarono come 'L'uomo di Katyń', ossia un collaborazionista col regime fascista, del quale chiesero l'epurazione. Il professore fu ingiuriato in classe dagli studenti.

## Tentativi d'insabbiamento
La Germania nazista utilizzò il massacro di Katyń come argomento di propaganda contro l'Unione Sovietica. Joseph Goebbels scrisse nel suo diario: «I commentatori esteri si meravigliano della straordinaria astuzia con la quale siamo stati in grado di convertire l'incidente di Katyń in una questione altamente politica». I tedeschi riuscirono a screditare il governo sovietico agli occhi del mondo e per breve tempo sollevarono lo spettro del «mostro comunista» che porta la distruzione nei territori della civiltà occidentale; inoltre avevano forgiato, contro il suo volere, il generale Sikorski in uno strumento che poteva minacciare di sfaldare l'alleanza tra gli Alleati occidentali e l'Unione Sovietica.
Per gli Alleati occidentali il massacro di Katyń e la crisi polacco-sovietica iniziavano a minacciare l'alleanza strategica con l'URSS in un momento in cui l'importanza dei polacchi per gli Alleati, essenziale nei primi anni di guerra, iniziava a svanire con l'entrata nel conflitto dei colossi militari e industriali di USA e URSS. Il primo ministro britannico Winston Churchill e il presidente statunitense Franklin Delano Roosevelt erano sempre più divisi tra i loro impegni verso l'alleato polacco, la ferma posizione di Sikorski e le domande (spesso rasentanti il ricatto politico) di Stalin e dei suoi diplomatici, la cui politica era chiara nei commenti dell'ambasciatore sovietico a Londra, Ivan Maiskij, il quale disse a Churchill che il destino della Polonia era segnato dall'essere «una nazione di 20 milioni di persone confinante con una di 200 milioni». L'improvvisa scomparsa del generale Sikorski, l'unico che aveva mantenuto una presa di posizione senza compromessi sulla questione, evitò la minaccia di una spaccatura tra gli Alleati occidentali.
Nel gennaio 1944, avendo riconquistato la zona di Katyń, i sovietici istituirono una compiacente "Commissione speciale per la determinazione e investigazione dell'uccisione di prigionieri di guerra polacchi da parte degli invasori fascisti tedeschi nella foresta di Katyń", guidata dal Presidente dell'Accademia di Scienza Medica dell'URSS Nikolaj Burdenko, che riesumò nuovamente i corpi e giunse alla «conclusione» che le uccisioni erano state eseguite dagli occupanti tedeschi.
In privato il primo ministro britannico Winston Churchill espresse l'opinione che le atrocità erano state probabilmente compiute dai sovietici. Secondo una nota del Conte Raczyński, Churchill ammise il 15 aprile, durante una conversazione con il Generale Sikorski: «Ahimè, le rivelazioni tedesche sono probabilmente vere. I bolscevichi possono essere molto crudeli». Comunque allo stesso tempo, il 24 aprile, Churchill rassicurò i russi: «Dobbiamo sicuramente opporci vigorosamente a qualsiasi "investigazione" da parte della Croce Rossa Internazionale o di qualsiasi altro organo in qualsiasi territorio durante l'occupazione tedesca. Tali investigazioni sarebbero una frode e le loro conclusioni ottenute per mezzo del terrorismo».
Nel 1944 il presidente statunitense Franklin Delano Roosevelt incaricò il capitano George Earle, suo emissario speciale nei Balcani, di raccogliere informazioni su Katyń. Earle svolse l'incarico usando contatti in Bulgaria e in Romania. Anche Earle concluse che l'Unione Sovietica era colpevole. Dopo consultazioni con Elmer Davis, il direttore dell'Ufficio di informazione di guerra", Roosevelt rigettò tali conclusioni, dicendosi convinto della responsabilità nazista, e ordinò la soppressione del rapporto di Earle. Quando Earle richiese formalmente il permesso di pubblicare le sue scoperte, il presidente gli diede ordine scritto di desistere dal suo intento. Earle venne riassegnato e trascorse il resto della guerra nelle Samoa Americane.
Dal 28 dicembre 1945 al 4 gennaio 1946, sette militari della Wehrmacht furono processati da un tribunale militare sovietico a Leningrado. Uno di loro, Arno Düre, accusato di aver ucciso numerosi civili usando mitragliatrici nei villaggi sovietici, ha confessato di aver preso parte alla sepoltura (sebbene non dell'esecuzione) da 15.000 a 20.000 prigionieri di guerra polacchi a Katyn'. Per questo gli fu risparmiata l'esecuzione e gli furono comminati 15 anni di lavori forzati. La sua confessione era piena di assurdità, e quindi non fu usato come testimone dell'accusa sovietica durante i processi di Norimberga. In seguito ritrattò la sua confessione, sostenendo di essere stato costretto a confessare dagli investigatori.
Nel 1946, il pubblico ministero capo sovietico al processo di Norimberga, Roman Rudenko, cercò di accusare la Germania per le uccisioni di Katyń, dichiarando che: «Uno dei più importanti atti criminali, del quale i principali criminali di guerra sono responsabili, erano le esecuzioni di massa di prigionieri di guerra polacchi uccisi nella foresta di Katyń, nei pressi di Smolensk, da parte degli invasori tedeschi», ma, pur potendo disporre di "testimoni oculari" che "avevano visto" i tedeschi compiere il massacro, tutti adeguatamente preparati dall'NKVD, fece cadere la questione dopo che Stati Uniti e Regno Unito si rifiutarono di appoggiarlo e gli avvocati tedeschi misero in piedi una difesa imbarazzante. Katyń non è menzionata in nessuna delle sentenze di Norimberga. Nel 1951-1952, un'indagine del Congresso statunitense concluse che i polacchi erano stati uccisi dai sovietici. Ma, siccome l'Unione Sovietica era tra i Paesi vincitori della Seconda guerra mondiale, aveva beneficiato dell' amnistia concessa alle potenze vincitrici del conflitto.
Durante gli anni della guerra fredda, le autorità comuniste polacche occultarono la questione in accordo con la propaganda sovietica, censurando deliberatamente qualsiasi fonte che potesse fare qualche luce sul crimine sovietico. La verità non fu nota pubblicamente, se non dopo la caduta del comunismo nel 1989. Per coprire il massacro di Katyń, il Cremlino enfatizzò il massacro di Chatyn, una località bielorussa 60 km a nord di Minsk, dove nel 1943 venne compiuta una strage di militari russi. Sui manuali di storia sovietici venne raccontato solo l'eccidio di Chatyn, la cui colpa veniva attribuita all'esercito nazista occupante. Per decenni le autorità, le scolaresche, gli stranieri in visita furono condotti a Chatyn per apprendere tutti i particolari della barbarie germanica.
Il depistaggio andò avanti per decenni, fino a quando nel 1993 il grande scrittore bielorusso Vasil Bykaŭ denunciò pubblicamente alla radio che il massacro di Chatyn veniva strumentalizzato, tanto più che con ogni probabilità la strage fu compiuta non dai nazisti tedeschi, ma dagli ucraini, loro alleati. La questione della responsabilità rimase controversa, ad ovest così come oltre la cortina di ferro: ad esempio negli anni settanta nel Regno Unito vi fu un progetto (1976) per un memoriale delle vittime, che recava come data il 1940 (piuttosto che il 1941); i promotori vennero condannati come provocatori nel clima politico della guerra fredda.

## La rivelazione della verità

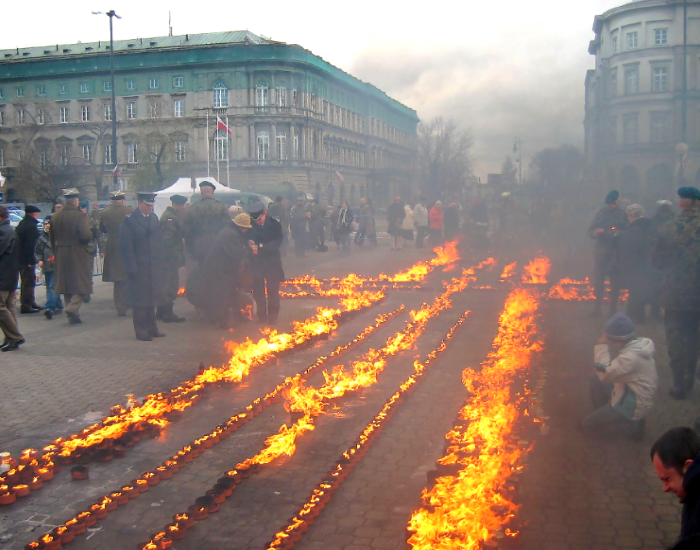
Cerimonia per la commemorazione delle vittime del massacro di Katyń. Varsavia, 10 novembre 2007

Nel 1989 studiosi sovietici rivelarono che Stalin aveva effettivamente ordinato il massacro; nell'ottobre 1990 Michail Gorbačëv porse le scuse ufficiali del suo paese alla Polonia, confermando che l'NKVD aveva giustiziato i prigionieri e rendendo nota l'esistenza di altri due luoghi di sepoltura simili a quello di Katyń: Mednoe e Pjatichatki. Il leader sovietico, però, sostenne che i documenti cruciali, tra cui l'ordine di fucilare 25 000 polacchi senza neppure avanzare contro di loro un capo di imputazione, non si sapeva dove fossero.
La vicenda poté dirsi conclusa solo con la presidenza di Boris El'cin. Nel 1992 alcuni funzionari russi rilasciarono documenti top secret del «Plico sigillato n. 1». Tra questi vi erano: la proposta del marzo 1940, di Lavrentij Berija, di passare per le armi 25.700 polacchi dei campi di Kozel'sk, Ostaškov e Starobels e di alcune prigioni della Bielorussia e dell'Ucraina occidentali, con la firma (tra gli altri) di Stalin; estratti dell'ordine del Politburo del 5 marzo 1940; e una nota di Aleksandr Šelepin a Nikita Chruščëv del 3 marzo 1959, con informazioni sull'esecuzione di 21.857 polacchi e con la proposta di distruggere i loro archivi personali.
Alcuni studiosi, come Grover Furr, negano la colpevolezza sovietica, dichiarando falsi i documenti declassificati e sostengono che i polacchi furono uccisi dai tedeschi nel 1941.
Durante la visita in Russia di Aleksander Kwaśniewski, nel settembre del 2004, funzionari russi annunciarono la volontà di trasferire tutte le informazioni sul massacro di Katyń alle autorità polacche non appena fossero state declassificate. Nel marzo 2005 le autorità russe hanno posto fine ad un'investigazione durata un decennio. Il pubblico ministero militare capo russo Aleksandr Savenkov dichiarò che il massacro non fu un genocidio, un crimine di guerra o un crimine contro l'umanità e che «Non esistono assolutamente le basi per parlarne in termini giuridici». Nonostante le dichiarazioni fatte in precedenza, 116 dei 183 volumi di documenti raccolti durante l'investigazione russa, così come la decisione di porvi fine, furono coperti da segreto.
L'Istituto della memoria nazionale (IPN) polacco decise perciò di avviare una propria indagine. Un gruppo di magistrati, guidati da Leon Kieres, dichiarò che si sarebbe cercato di individuare i nomi di chi ordinò ed eseguì le uccisioni. Il 22 marzo 2005 la Camera dei deputati della Polonia approvò all'unanimità un atto con il quale richiedeva che sugli archivi russi venisse tolto il segreto. La Camera dei deputati della Polonia inoltre chiese alla Russia di qualificare come genocidio il massacro di Katyń e di riconoscerne i danni agli eredi delle vittime. I tribunali russi respinsero la richiesta.
Nel 2010 il governo russo accolse parzialmente la richiesta polacca, mettendo online i documenti già noti. Dal 28 aprile, sul sito web dell'Archivio di Stato russo, sono disponibili i dossier sull'eccidio. Il governo promise a Varsavia di fornire documenti non ancora trasmessi. Il responsabile dell'Archivio di Stato russo, Andreij Artizov, commentò la pubblicazione del dossier dicendo che: «Ora nessuno potrà dubitare che la colpa fu dei sovietici» e che «anche noi non abbiamo fatto solo del bene».
Per ricucire la profonda ferita e le divisioni che il massacro aveva provocato fra i due popoli, nell'aprile dello stesso anno si sarebbe dovuta tenere in Russia una solenne commemorazione delle vittime dell'eccidio, alla presenza delle massime autorità polacche e russe; ma la cerimonia non poté aver luogo, a causa dell'incidente dell'aereo presidenziale polacco, in cui persero la vita il presidente della Polonia Lech Kaczyński ed altre 95 persone.

## Katyń nella cultura di massa
- Quando nel 1990 l'URSS ammise la responsabilità del massacro, "scagionando" i nazisti, in Italia il disegnatore Giorgio Forattini dedicò all'evento una vignetta, raffigurante uno Stalin inginocchiato e sottomesso mentre, con una bacinella d'acqua, lava i piedi ad un Hitler compiaciuto, con sotto l'ironica didascalia Katyn.
- Katyn è il titolo di un film del 2007 del regista polacco Andrzej Wajda, candidato all'Oscar al miglior film straniero 2008.
- Nel film Enigma il ritrovamento dei corpi da parte dei nazisti è riprodotto all'inizio e fa da sfondo alla trama.
- Nel 2018 è stato prodotto il film L'ultimo testimone del regista Piotr Szkopiak, incentrato sulla ricerca della verità da parte del giornalista inglese Stephen Underwood.[25]